# Новолисиха
Новоли́сиха — деревня в Иркутском районе Иркутской области России. Входит в состав Ушаковского муниципального образования. 

## География
Находится на Байкальском тракте, в 14 км к юго-востоку от центра города Иркутска, и в 5 км к югу от центра сельского поселения — села Пивовариха.

## Население
| 2002 | 2010 | 2011 | 2012 |
| ---- | ---- | ---- | ---- |
| 274  | ↗528 | ↗532 | ↗562 |

По данным Всероссийской переписи, в 2010 году в деревне проживало 528 человек (261 мужчина и 267 женщин).